# آرامگاه پیرداود
بقعه پیرداود مربوط به دوره صفوی است و در شهرستان کاشان، قمصر واقع شده و این اثر در تاریخ ۱۱ بهمن ۱۳۳۴ با شمارهٔ ثبت ۴۰۲ به‌عنوان یکی از آثار ملی ایران به ثبت رسیده است.